# Plaine de Kedu
La plaine de Kedu se situe en Indonésie sur l'île de Java. Elle est proche de nombreux volcans : le Sumbing et le Sundoro à l'ouest et le Merbabu et le Merapi à l'est. Elle occupe une place importante dans l'histoire de Java central et regorge de témoignages de la dynastie Sailendra, notamment le temple de Borobudur et les lieux associés.
À l'époque des Indes néerlandaises, le gouvernement colonial y a fondé l'important établissement militaire de Magelang.